# Danny Richmond
Daniel „Danny“ Richmond (* 1. August 1984 in Chicago, Illinois) ist ein ehemaliger US-amerikanischer Eishockeyspieler und derzeitiger -scout, der im Verlauf seiner aktiven Karriere zwischen 2002 und 2019 unter anderem 49 Spiele für die Carolina Hurricanes und Chicago Blackhawks in der National Hockey League (NHL) auf der Position des Verteidigers bestritten hat. Neben weiteren 506 Partien in der American Hockey League (AHL) stand Richmond auch in 338 Partien für den EHC Red Bull München, Adler Mannheim und Eisbären Berlin in der Deutschen Eishockey Liga (DEL) auf dem Eis.

## Karriere
Danny Richmond begann seine Karriere als Eishockeyspieler in seiner Heimatstadt für die Chicago Steel in der United States Hockey League (USHL). Gleich in seiner ersten Saison wurde er dort zum Rookie des Jahres ernannt und ins USHL All-Star Team berufen. In der Saison 2002/03 spielte Richmond Collegeeishockey für die University of Michigan in der Central Collegiate Hockey Association (CCHA). Dort wurde er in das CCHA All-Rookie Team berufen. Die Saison 2003/04 spielte Richmond für die London Knights in der Ontario Hockey League (OHL). Im Winter 2004 gewann er mit der US-amerikanischen U20-Auswahl die Goldmedaille bei der U20-Junioren-Weltmeisterschaft.
Im NHL Entry Draft 2003 wurde Richmond von den Carolina Hurricanes in der zweiten Runde an insgesamt 31. Stelle ausgewählt. Im September 2004 unterzeichnete er einen Einstiegsvertrag über drei Jahre mit den Carolina Hurricanes aus der National Hockey League (NHL). Seine erste professionelle Saison spielte er in der American Hockey League (AHL) bei den Lowell Lock Monsters, dem Farmteam der Hurricanes. Im Januar 2006 wurde der Verteidiger im Austausch für Anton Babtschuk zu den Chicago Blackhawks transferiert, wo er hauptsächlich für deren damaligen Kooperationspartner Norfolk Admirals spielte. Im Juli 2008 transferierten die Blackhawks Richmond im Tausch für Tim Brent zu den Pittsburgh Penguins. Auch dort spielte er für das AHL-Team der Penguins, die Wilkes-Barre/Scranton Penguins. Richmond lief in 55 Spielen für die Penguins auf, bevor er Anfang März 2009 im Tausch für Andy Wozniewski zu den St. Louis Blues transferiert wurde. Dort unterschrieb er einen Einjahresvertrag und spielte 54 Partien für das Farmteam der Blues, die Peoria Rivermen, ehe er zurück zu den Chicago Blackhawks transferiert wurde. Im Juli 2011 unterzeichnete Richmond einen Einjahresvertrag bei den Washington Capitals, wo er für deren Farmteam, die Hershey Bears, spielte. Nach nur 24 Spielen wurde er zur Colorado Avalanche transferiert, wo er für die Lake Erie Monsters spielte.
Im Mai 2012 wechselte Richmond nach Finnland zu den Pelicans Lahti in die SM-liiga. Bereits Ende Januar 2013 unterzeichnete er einen Vertrag mit dem EC Red Bull Salzburg aus der österreichischen Erste Bank Eishockey Liga (EBEL), für die er hauptsächlich in den Playoffs auflief, ehe er im Juni 2013 für ein Jahr zum EHC Red Bull München in die Deutsche Eishockey Liga (DEL) wechselte. Im Juni 2014 wechselte Richmond innerhalb der DEL zum Ligakonkurrenten Adler Mannheim. Bei den Adlern unterzeichnete er einen Zweijahresvertrag und gewann mit den Adlern im Jahr 2015 die Deutsche Meisterschaft. Ende Mai 2017 unterzeichnete der US-Amerikaner einen Zweijahresvertrag bei den Eisbären Berlin. Im Anschluss daran beendete er im Sommer 2019 seine aktive Karriere und begann daraufhin als Scout bei den Winnipeg Jets aus der NHL zu arbeiten.

## Erfolge und Auszeichnungen
| - 2002 USHL Rookie of the Year - 2003 Mason-Cup-Gewinn mit der University of Michigan - 2003 CCHA All-Rookie Team | - 2015 Deutscher Meister mit den Adler Mannheim - 2018 Deutscher Vizemeister mit den Eisbären Berlin |

### International
- 2004 Goldmedaille bei der U20-Junioren-Weltmeisterschaft

## Karrierestatistik

### International
Vertrat die USA bei:
- U20-Junioren-Weltmeisterschaft 2004

(Legende zur Spielerstatistik: Sp oder GP = absolvierte Spiele; T oder G = erzielte Tore; V oder A = erzielte Assists; Pkt oder Pts = erzielte Scorerpunkte; SM oder PIM = erhaltene Strafminuten; +/− = Plus/Minus-Bilanz; PP = erzielte Überzahltore; SH = erzielte Unterzahltore; GW = erzielte Siegtore; 1 Play-downs/Relegation; Kursiv: Statistik nicht vollständig)

## Familie
Danny Richmond stammt aus einer sportbegeisterten Familie. Sein Vater Steve absolvierte insgesamt 159 Partien in der NHL. Von 2002 bis 2012 war er Director of Player Development bei den Washington Capitals. Auf diesem Posten überblickte er vor allem die Entwicklung der jüngeren Spieler. Richmonds Mutter Jeanne spielte an der University of Michigan während ihrer Studienzeit jahrelang Basketball. Seine Zwillingsschwester Jenny war eine erfolgreiche Athletin an der Pennsylvania State University.